# Miroir d'eau

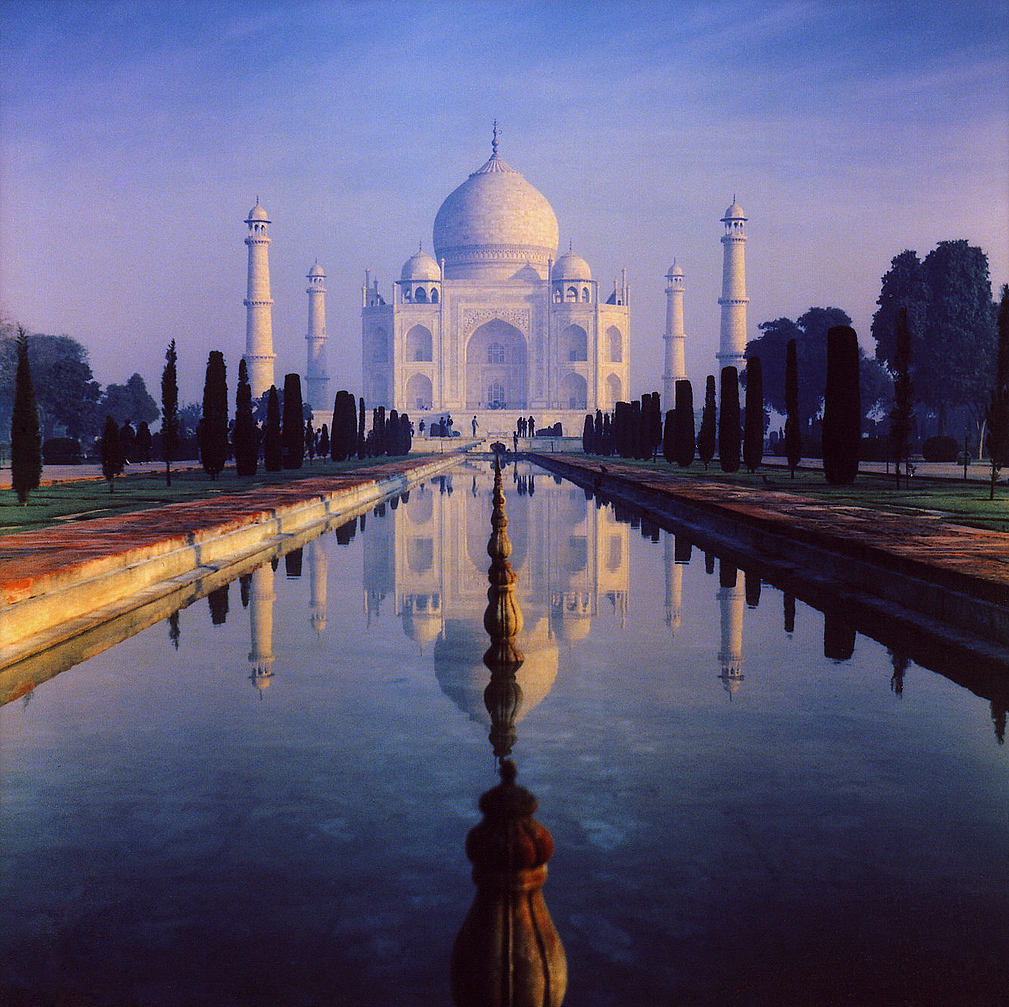
Le miroir d'eau reflétant le Taj Mahal (Âgrâ, Inde).

Un miroir d'eau est une pièce d'eau peu profonde et de pente très faible servant à refléter le paysage qui l'entoure. Un type de bassin où la périphérie est légèrement plus creuse que le centre est couramment utilisé pour éliminer la formation des vagues.
Le miroir d'eau probablement le plus connu est celui menant au Taj Mahal à Âgrâ en Inde, mais il en existe un grand nombre de par le monde comme au château de Vaux-le-Vicomte, sur les quais de Bordeaux en face de la place de la Bourse (ce dernier serait le plus grand du monde) ou sur le parvis Stéphane-Hessel dans le nouveau quartier Port Marianne à Montpellier.

## Liste des miroirs d'eau

### En France
| Ville       | Inauguration      | Superficie | Localisation                              | Emplacement                 |
| ----------- | ----------------- | ---------- | ----------------------------------------- | --------------------------- |
| Bordeaux    | juillet 2006      | 3 450 m2   | Place de la Bourse                        | 44° 50′ 30″ N, 0° 34′ 09″ O |
| Montpellier | 26 avril 2013     | 1 200 m2   | Port Marianne, parvis Stéphane-Hessel     | 43° 36′ 01″ N, 3° 54′ 09″ E |
| Paris       | 16 juin 2013      | 276 m2     | Place de la République                    | 48° 52′ 04″ N, 2° 21′ 48″ E |
| Nice        | 26 octobre 2013   | 3 000 m2   | Promenade du Paillon                      | 43° 41′ 50″ N, 7° 16′ 18″ E |
| Nantes      | 5 septembre 2015  | 1 300 m2   | Cours John-Kennedy (square Élisa-Mercœur) | 47° 12′ 54″ N, 1° 32′ 57″ O |
| Beauvais    | 16 octobre 2015   | 600 m2     | Place Jeanne-Hachette                     | 49° 25′ 47″ N, 2° 04′ 56″ E |
| Lorient     | 6 juillet 2018    | 1 200 m2   | Place Hyacinthe-Glotin                    | 47° 44′ 45″ N, 3° 21′ 43″ O |
| Reims       | 21 septembre 2019 | ?          | Hautes Promenades                         | ?                           |
| Vannes      | Mai 2025          | 150m2      | sur la place de la mairie                 |                             |

### Dans le monde
| Pays       | Ville      | Année | Superficie | Localisation  | Emplacement                  |
| ---------- | ---------- | ----- | ---------- | ------------- | ---------------------------- |
| Inde       | Âgrâ       |       |            | Taj Mahal     | 27° 10′ 22″ N, 78° 02′ 32″ E |
| États-Unis | Washington |       |            | National Mall | 38° 53′ 22″ N, 77° 02′ 40″ O |

## Galerie

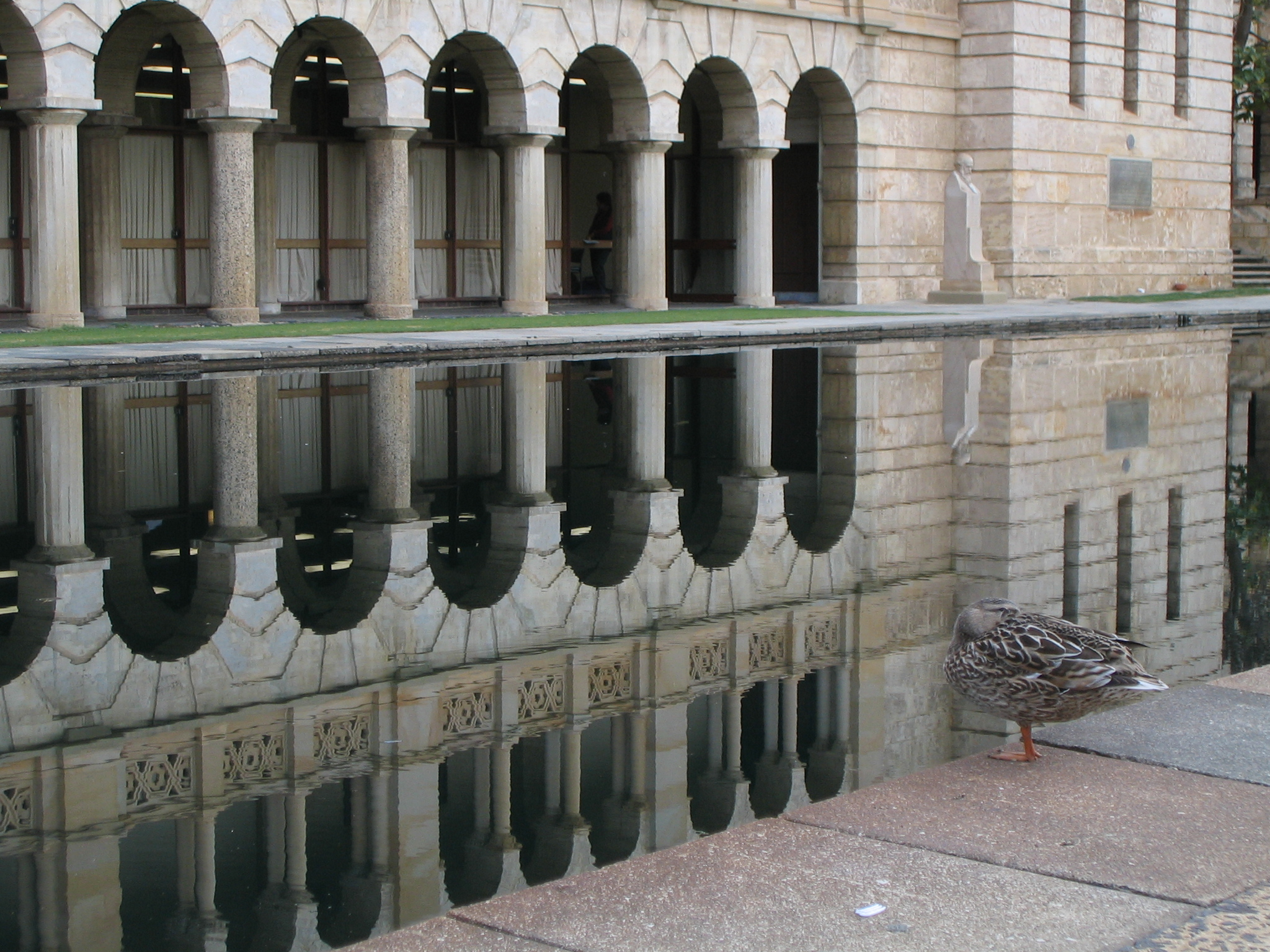
Université d'Australie-Occidentale (Perth, Australie).
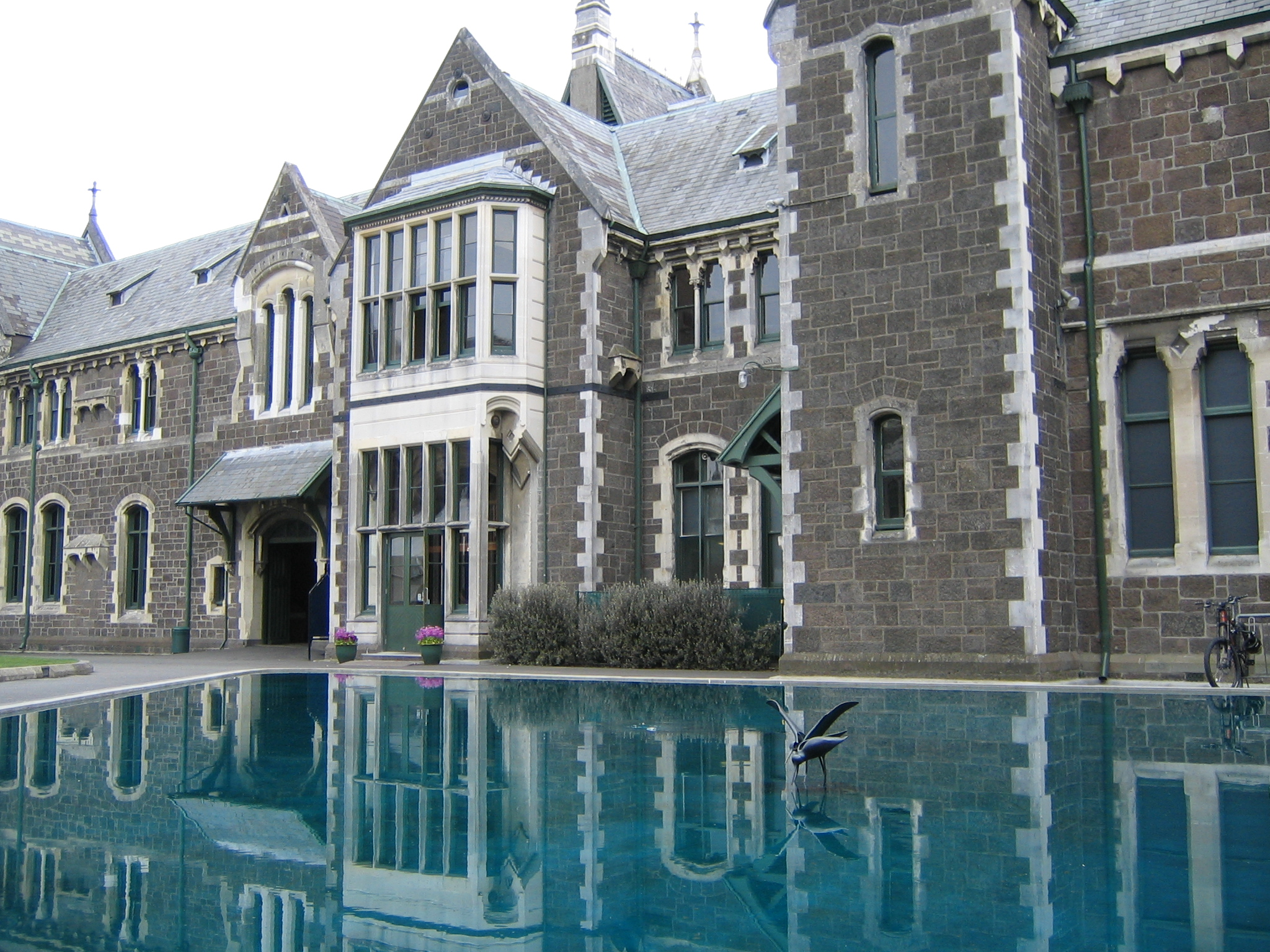
Christchurch Arts Centre (Christchurch, Nouvelle-Zélande).
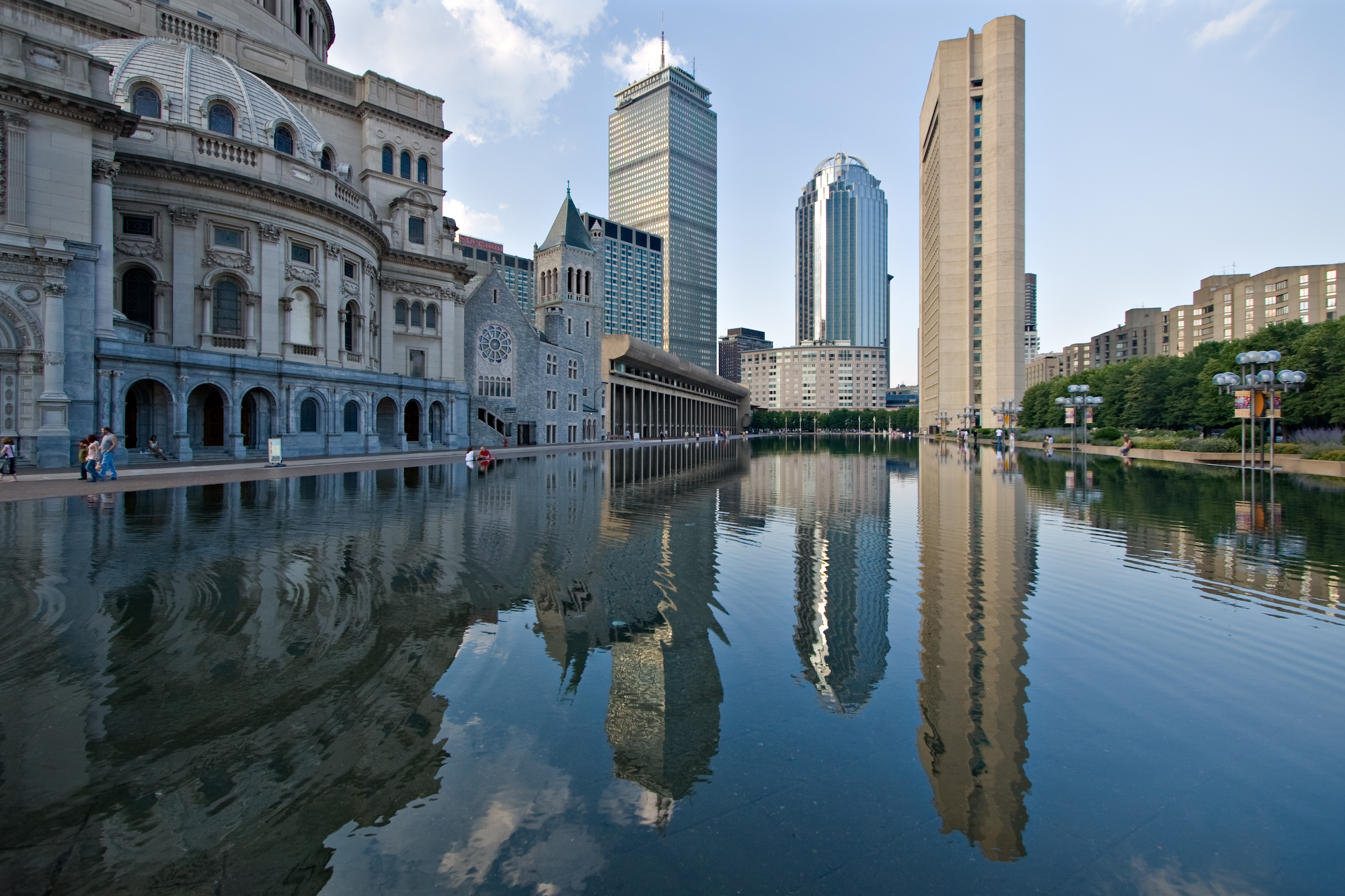
Christian Science Church (Boston, États-Unis).
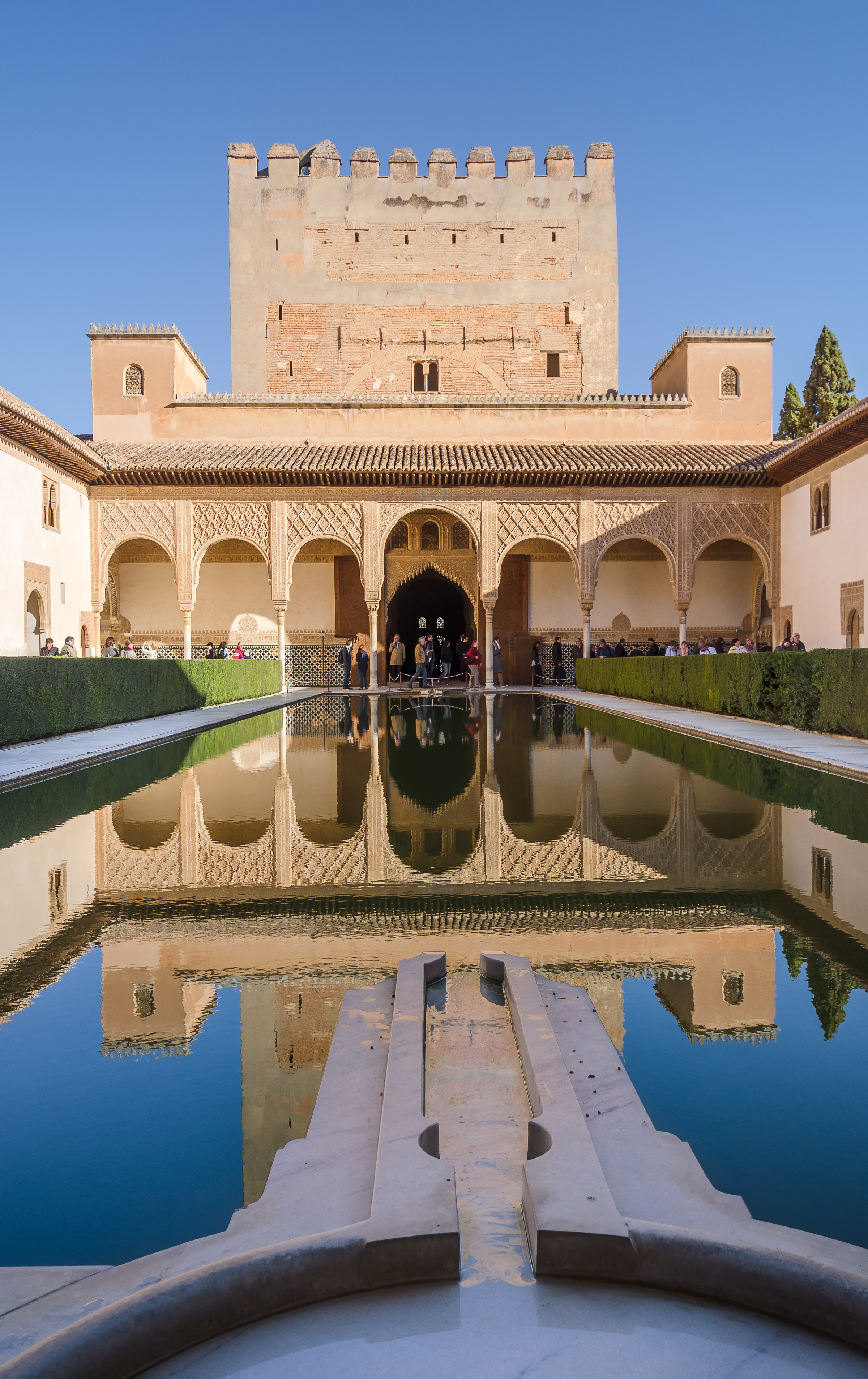
Alhambra (Grenade, Espagne).

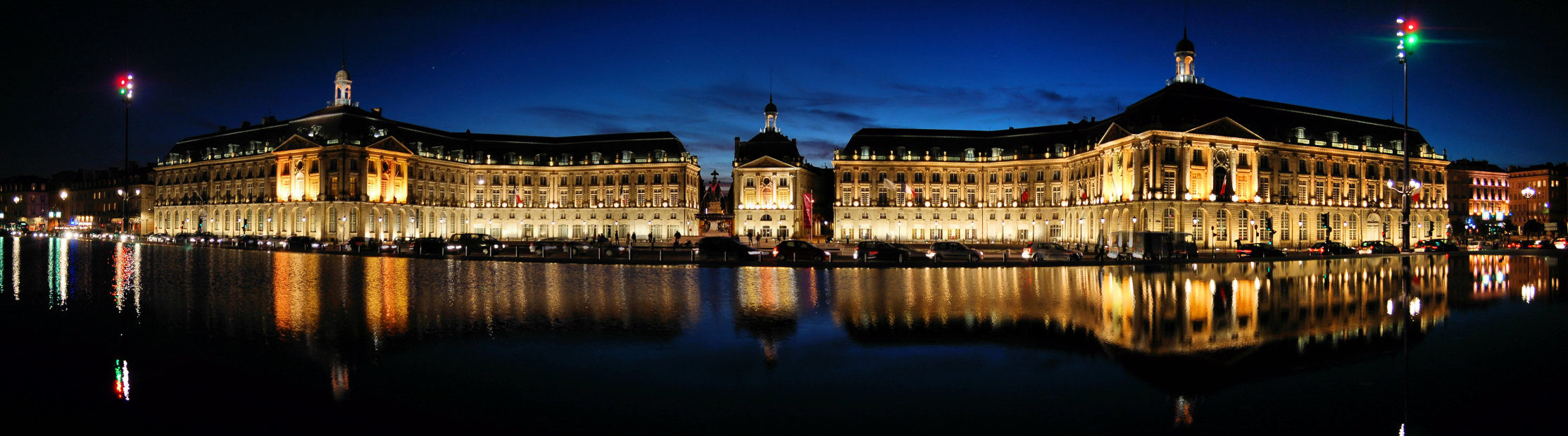
Le miroir d'eau situé devant la place de la Bourse à Bordeaux.